# A hugenották
A hugenották Giacomo Meyerbeer legjobb, máig legtöbbet előadott operája. A párizsi ősbemutató 1836. február 29-én volt, és óriási sikert aratott. A cselekmény az 1572-es Szent Bertalan éji mészárlás idején játszódik.

## Az opera szövegkönyve és története
A librettó Eugène Scribe és Émilie Deschamps munkája. Scribe, a kor legbefolyásosabb szövegkönyvírója sok korabeli zeneszerzővel dolgozott együtt. A legjobban mégis Meyerbeerrel értették meg egymást. A nagy opera fő szövegkönyvírója és fő zenei képviselője rendkívül jól összhangba tudták egyeztetni elképzeléseiket.
A történet alapja Prosper Mérimée 1829-es IX. Károly uralkodásának krónikája című regénye. Scribe története valószínűtlenségekkel telezsúfolt, a rémromantika eszközei is megjelennek benne. Scribe munkájába Emile Deschamps is besegített. Deschamps Victor Hugo baráti köréhez tartozó sokoldalú irodalmár volt. A tulajdonképpeni cselekmény egy szerelmi szál, ennek szolgál mintegy keretül a hugenották 1572. évi lemészárlása a francia fővárosban.
Meyerbeer három évig dolgozott a partitúrán, semmiféle siettetésre nem volt hajlandó reagálni. A gondos munka meg is hozta a gyümölcsét. A párizsi ősbemutató után a mű európai diadalútra indult, de főleg katolikus országokban, a cenzúra miatt a cselekményt át kellett dolgozni. Ezért hol Az anglikánok és a puritánok, hol A pisai ghibellinek vagy a Dekabristák címen került színpadra.
A magyarországi ősbemutatót 1852. november 6-án tartották a Nemzeti Színházban. Az operaház 1884. október 28-án tűzte először műsorra. A darab sok felújítást megért hazánkban is. Utoljára 1931. február 15-én újították fel. Ez a Meyerbeer mű is, akárcsak a többi, évtizedek óta nem szólalt meg operaházunkban.

## A darab szereplői és helyszínei
- Valois Margit, IX. Károly nővére és Navarra királynéja – koloratúrszoprán
- Henrik, Navarra királya, a jegyese – néma szerep
- Saint Bris gróf, a Louvre kormányzója – bariton
- Nevers grófja, egy katolikus főúr, az előbbi szereplővel együtt az udvari párthoz tartozik, Valentine jegyese – bariton
- Valentine, Saint Bris lánya, udvarhölgy – szoprán
- Urbain, a királynő apródja – mezzoszoprán
- Cossé, katolikus nemes – tenor
- Tavannes, katolikus nemes – tenor
- Thoré, katolikus nemes – basszus
- Maurevert, katolikus nemes – basszus
- De Retz, katolikus nemes – bariton
- Méru, katolikus nemes – tenor
- Raoul de Nangis, hugenotta nemes – tenor
- Marcel, hugenotta katona, Raoul szolgája – basszus
- Bois Rosé, hugenotta katona – tenor
- Léonard, Nevers grófjának szolgája – szoprán
- Valentine szolgálólánya – szoprán
- Egy őr – basszus
- Egy diák – tenor
- Első szerzetes – tenor
- Második és Harmadik szerzetes – basszus
- Kórus: udvarhölgyek, katolikus és protestáns nemesek, udvaroncok, apródok, szolgák, tisztek, katonák, polgárok, diákok, nép szerzetesek, apácák, gyerekek.
- Történik: Touraine-ben és Párizsban, 1572 augusztusában
- Színhelyek: I. felvonás: oszlopcsarnok Nevers grófjának palotájában, II. felvonás: a chenonceau-i királyi kastély kertje, III. felvonás: az úgynevezett diákok kertje, IV. felvonás: terem Nevers gróf palotájában, V. felvonás: 1. kép: bálterem a de Nelse palotában (ezt ki szokták hagyni) 2. kép: hugenotta temető, 3. kép: a Quai Párizsban, Saint Bris palotája előtt.
- Játékidő: 4 óra

## Az opera cselekménye

### I. felvonás

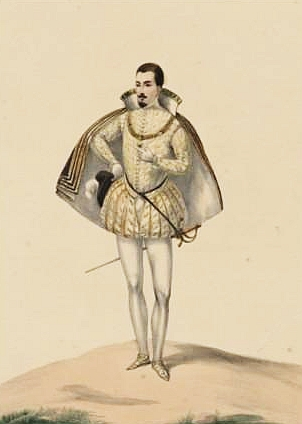
Prosper Dérivis Nevers grófja szerepében

Nevers gróf a katolikus párt fővezéreként, királynője parancsának engedelmeskedve vendégül látja Raoul de Nangist, az előkelő hugenottát. Beszélgetésük során Raoul elmeséli, hogy szerelemre lobbant egy ismeretlen lány iránt, akit nemrég mentett ki a tömeg zavargásából, és akinek még a nevét sem tudja. Ezután egy hölgy látogatását jelentik a ház urának. Nevers elsiet, hogy fogadja látogatóját, aki a jegyese, Valentine. A lány azért jött, hogy engedelmeskedjen királynője akaratának, és felbontsa jegyességét a gróffal. Valois Margit a katolikus-hugenotta vegyes házasságokkal kívánja lecsillapítani a kedélyeket. A gróf engedelmeskedik az uralkodó parancsának, és lemond egykori menyasszonyáról. Raoul közben megpillantja a távozó hölgyet az ablakból, és felismeri benne titokzatos szerelmét. Ezután levelet hoznak a férfinek: bekötött szemmel kell egy hintóba szállnia, ami egy ismeretlen helyre viszi majd. A jelenlévők ráismernek a királynő kézírására. Raoul engedelmeskedik a kérésnek.

### II. felvonás
Kísérői Margit elé vezetik Raoult. A királynő azt kéri tőle, hogy a felekezeti béke érdekében vegye feleségül egyik udvarhölgyét, Saint Bris lányát. Az ifjú előtte megfogadta, hogy minden kívánságát teljesíti Margitnak, így hát nem ellenkezik. Több nemes kíséretében jön Valentine. A lány felfedi fátylát, és a hugenotta férfi felismeri benne megszeretett, majd az imént meggyűlölt szerelmét. Mindenki megdöbbenésére durván elutasítja a lány kezét.

### III. felvonás
Saint Bris és de Nangis párbajra készül. Valentine apja kívánságára újra Nevers jegyese lett. A lány kihallgatja a katolikus párt egyik tanácskozását. Azt a tervet eszelik ki, hogy a párbaj alatt lerohanják a hugenottákat. Valentine beleszeretett Raoulba, ezért gyorsan figyelmezteti annak szolgáját a veszélyre, amely urára leselkedik. Összecsap a két fél, de a vérengzést meghiúsította Valentine üzenete. A királynő közbelépése vet véget a csatározásnak. Raoul ekkor tudja meg, kinek köszönheti a segítséget, és hogy minden korábbi gyanúja alaptalan volt. De már minden hiába: Nevers érkezik, aki a székesegyházba kíséri menyasszonyát.

### IV. felvonás
Raoul betör Nevers palotájába, mert még egyszer látni akarja szerelmét. Sikerül is beszélni vele, de aztán léptek közelednek, kénytelen elrejtőzni. A függöny mögül hallgatja ki a katolikusok összeesküvését, akik elhatározzák, hogy Szent Bertalan éjjelén rátámadnak a protestánsokra. Mire újból egyedül marad szerelmével, már a vérrontás zajai szűrődnek be az utcáról. Raoul szerelme és meggyőződése között ingadozik, majd kiszakítja magát Valentine öleléséből és kiszalad az utcára.

### V. felvonás
Raoul nagy nehezen tör utat magának Valois Margit és Navarrai Henrik esküvőjéig, ahol az egybegyűlt hugenottákat harcba szólítja. Ezután a temetőben Marcellel találkozik. Ekkor már mind a ketten súlyos sérüléseket szereztek. Valentine itt talál rájuk. Nevers a mészárlás áldozata lett, Valentine Raoul mellett akar maradni élete végéig. Közben a fanatikus tömeg rátör a szomszédos templomban elbújt gyerekekre és asszonyokra, és mind egy szálig lemészárolja őket. Valentine Marcell segítségével támogatja a meggyötört, félig ájult Raoult. Saint Bris csapatával találkoznak az utcán. Kik vagytok, kérdezik tőlük. A válasz: hugenották. Saint Bris tüzet vezényel, majd rémülten ismeri fel az áldozatok között saját lányát.

## A zene
Meyerbeer váltogatja a recitativikus, ariózus és kórusrészleteket, ezek motivikusan kapcsolódnak össze, összefogják a cselekményt és nagy zenei tablókká alakítják át a jeleneteket. Az áriák és a kettősök helyett a szerző dialógusokat alkalmaz. Kiváló a hangszerelés, a szereplők zenei jellemzése. Egy Luther korált vezérmotívumként alkalmaz.
De mindezek mellett Meyerbeer igyekszik alkalmazkodni a történet szenzációjához. A zene olykor mesterkéltnek és hatásvadásznak tűnik, de mindvégig hatásos, a tömegjelenetek vitathatatlanul magukkal ragadók, mesteri részek. Meyerbeer érdeme, hogy nagyon otthonosan tudott mozogni a különböző zenei stílusokban. Ez olykor zagyvaléknak ható részeket eredményezett egyes darabjaiban, ám sokszor éppen a zene előnyére vált. Az esetek túlnyomó többségében képes volt a megfelelő helyen alkalmazni a különböző stílusjegyeket. Ez történt ebben a műben is. A túlzott hosszúság miatt a mai előadásokon elég sok mindent kihúznak. CD felvételen is létezik a műnek egy 3 és egy 4 CD-és változata is.

## Az opera népszerű részletei
- "Plus blanche que la blanche hermine" – Raoul áriája az I. felvonásban
- "Seigneur, rempart et seul soutien" – Marcel énekelte korál az I. felvonásban
- "Piff, paff, piff, paff" – Marcel énekelte hugenotta harci dal az I. felvonásban
- "Nobles Segneurs, salut!" – Urbain apród áriája az I. felvonásban
- "O beau pays de la Touraine" – Margit királynő áriája a II. felvonásban

## Diszkográfia
Dame Joan Sutherland (Valois Margit), Anastasios Vrenios (Raoul), Gabriel Bacquier (Saint-Bris), Martina Arroyo (Valentine), Huguette Tourangeau (Urbain) stb., Ambrosian Operakórus, Új Philharmonia Zenekar, vez.: Richard Bonynge (1969) DECCA 430 549-2

## Külső hivatkozások
- Az opera szövegkönyve magyarul